# 더치 브로스 커피
더치 브로스 커피(영어: Dutch Bros. Coffee)는 미국의 드라이브스루 커피 체인점이다. 1992년 데인 보어스마과 트래비스 보어스마가 설립했다. 프랜차이즈 매장은 주로 미국 서부에 있지만 회사는 동쪽으로 플로리다주 대븐포트까지 확장했다.